# Valentin Wirf
Frans Edward Valentin Wirf född 3 mars 1907 i Slaka socken utanför Linköping, död 26 juli 1983 i Vreta klosters församling, var en svensk målare, tecknare, grafiker och diktare.
Han var son till byggmästaren Frans Reinhold Wirf och Selma Mathilda Söberg och från 1932 gift med Elisabeth Hallin. Wirf arbetade som flygplansmontör 1941–1952 men sadlade om till konstnär där han huvudsakligen var autodidakt. Han bedrev kortare studier vid Pernbys målarskola och privat för Gerry Eckhardt och Jürgen von Konow 1948–1952 samt självstudier under resor till bland annat Orkneyöarna, Färöarna, Island, Nederländerna. Som illustratör medverkade han med teckningar i tidskrifter, tidningar och smärre trycksaker. Separat ställde han bland annat ut i Nyköping, Sundsvall och Oxelösund och han medverkade i samlingsutställningarna Nyköpingssalongen och Sörmlandssalongerna i Katrineholm och Nyköping. Bland hans offentliga arbeten märks en väggdekoration i natursten för yrkesskolan i Oxelösund. Hans konst består av oljemålningar och träsnitt. Wirf är representerad vid Linköping kommuns kulturnämnd och Oxelösunds stadshus.  Ett flertal av hans konstverk försågs med egenhändigt skrivna dikter på baksidan.